# Степна пика
Степната пика (Ochotona pusilla) е вид бозайник от семейство Пики (Ochotonidae).

## Разпространение и местообитание
Видът е разпространен в Централна Азия, на изток от Урал в цяла Южна Русия и Северен Казахстан. По времето на плейстоцена местообитанието му е било по-обширно и е включвало Великобритания и Европа.